# 제이미 캠벨 바워
제이미 캠벨 바워(Jamie Campbell Bower, 1988년 11월 22일 ~ )는 잉글랜드의 배우이다.

## 출연 작품
- 신비한 동물들과 그린델왈드의 범죄 - 어린 그린델왈드 역